# Вартатиль
Вартатиль — упраздненное село в Табасаранском районе Дагестана (Россия). На момент упразднения входило в состав Куркакского сельсовета. В 1963 году село было разрушено оползнем, население переселено в совхоз имени Ш. Алиева в посёлок Мамедкала. Официально исключено из учётных данных в 1970-е годы.

## География
Село располагалось на левом берегу реки Рагарехичай (она же Арадир) (приток реки Рубас), в 1 км к юго-юго-востоку от села Джугдиль.

## История
До вхождения Дагестана в состав Российской империи селение Вартатиль входило в состав вольного сельского общества Джагдиль-дере. Затем в Хучнинское сельское общество Северо-Табасаранского наибства Кайтаго-Табасаранского округа Дагестанской области. В 1895 году селение состояло из 22 хозяйств. По данным на 1926 год село состояло из 30 хозяйств. В административном отношении входило в состав Хучнинского сельсовета Табасаранского района. В начале 1930-х годов в селе организован колхоз имени Кирова. В 1963 году село было разрушено оползнем, а практически все население переселено в совхоз имени Ш. Алиева. С 1966 года в селе располагалась ферма совхоза «Восход».
По некоторым сведениям в 2019 году село возродилось и состоит из 7 хозяйств.

## Население
| Год       | 1895 | 1908 | 1926 | 1939 | 1970 |
| --------- | ---- | ---- | ---- | ---- | ---- |
| Население | 155  | 177  | 154  | 206  | 42   |

По данным Всесоюзной переписи населения 1926 года, в национальной структуре населения табасараны составляли 100 %